# Spisak lekova povučenih sa tržišta
Neki lekovi su bili povućeni sa tržišta zbog rizika za pacijente. To je obično posledica neočekivanih neželjenih efekata koji nisu otkriveni tokom faze III kliničkih ispitivanja i jedino su postali očevidni na osnovu podataka postmarketinškog praćenja šire zajednice pacijenata.
Ovaj spisak nije ograničen na lekove koje je odobrila FDA. Neki od njih (Lumirakoksib, Rimonabant, Tolrestat, Ksimelagatran i Zimelidin, na primer) su bili odobreni za prodaju u Evropi, ali nisu još bili odobreni u Americi, kad su nuspojave postale jasne, te je lek povučen sa tržišta. Slično tome LSD nikad nije bio odobren za upotrebu u SAD-u.

## Značajna povlačenja sa tržišta
| Ime leka                                                              | Povučen     | Napomene |
| --------------------------------------------------------------------- | ----------- | --- |
| Talidomid                                                             | 1950e–1960e | Povučen zbog rizika od teratogeničnosti; vraćen na tržište za upotrebu protiv lepre i višestrukog mijeloma pod FDA pravilom o orfanskim lekovima              |
| Dietilamid lizerginske kiseline (LSD)                                 | 1950e–1960e | Prodavan kao psihijatrijski lek; povučen nakon što je postao široko korišćen za rekreativne svrhe                                                             |
| Dietilstilbestrol                                                     | 1970e       | Povučen zbog rizika od teratogeničnosti |
| Fenformin i Buformin                                                  | 1978        | Povučeni zbog rizika od laktične acidoze |
| Tikrinafen                                                            | 1982        | Povučen zbog rizika od hepatitisa |
| Zimelidin                                                             | 1983        | Povučen zbog rizika od Gijen-Bareovog sindroma |
| Fenacetin                                                             | 1983        | Sastojak "A.P.C." tablete; povučen zbog rizika od kancera i bolesti bubrega                                                                                   |
| Metakvalon                                                            | 1984        | Povučen zbog rizika od adikcije i predoziranja |
| Nomifensin (Merital)                                                  | 1986        | Povučen zbog rizika od hemolitičke anemije |
| Triazolam                                                             | 1991        | Povučen u Ujedinjenom Kraljevstvu zbog rizika od psihijatrijskih negativnih reakcija na lekove. Ovaj lek je dostupan u SAD-u                                  |
| Terodilin (Mikturin)                                                  | 1991        | Produženi QT interval |
| Temafloksacin                                                         | 1992        | Povučen u Sjedinjenim Državama zbog allergijskih reakcija i jer uzrokuje hemolitičku anemiju                                                                  |
| Flosekvinan (Manoplaks)                                               | 1993        | Povučen u Sjedinjenim Državama zbog povećanog rizika od hospitalizacije ili smrti                                                                             |
| Alpidem (Ananksil)                                                    | 1996        | Povučen zbog rizika od ozbiljne hepatotoksičnosti. |
| Hlormezanon (Trankopal)                                               | 1996        | Povučen zbog retkih ali ozbiljnih sličajeva toksične epidermalne nekrolize                                                                                    |
| Fen-fen (popularna kombinacija fenfluramina i fentermina)             | 1997        | Fentermin je na tržištu, deksfenfluramin i fenfluramin – kasnije povučen jer je uzrokovao poremećaje srčanih zalizaka                                         |
| Tolrestat (Alredas)                                                   | 1997        | Povučen zbog rizika od ozbiljne hepatotoksičnosti |
| Terfenadin (Seldan, Triludan)                                         | 1998        | Povučen zbog rizika od srčanih aritimija; zamenjen je feksofenadinom                                                                                          |
| Mibefradil (Posikor)                                                  | 1998        | Povučen zbog opasnih interakcija sa drugim lekovima |
| Etretinat                                                             | 1990s       | Rizik od defekata kod novorođenjčadi; uzak terapeutski indeks                                                                                                 |
| Tolkapon (Tasmar)                                                     | 1998        | Hepatotoksičnost |
| Temazepam (Restoril, Euhipnos, Normison, Remestan, Tenoks, Norkotral) | 1999        | Povučen u Švedskoj i Norveškoj zbog zloupotrebe i relativno visokog stepena smrtnosti usled predoziranja                                                      |
| Astemizol (Hismanal)                                                  | 1999        | Aritmije zbog interakcija sa drugim lekovima |
| Grepafloksacin (Raksar)                                               | 1999        | Produženi QT interval |
| Levamisol (Ergamisol)                                                 | 1999        | Još uvek se koristi u veterini; kod ljudi je korišćen za tretiranje melanoma pre nego što je povučen zbog agranulocitoze                                      |
| Troglitazon (Rezulin)                                                 | 2000        | Povučen zbog rizika od hepatotoksičnosti; zamenjen je pioglitazonom i rosiglitazonom                                                                          |
| Alosetron (Lotroneks)                                                 | 2000        | Povučen zbog rizika od fatalnih komplikacija od konstipacije; ponovno je uveden 2002. na odraničenoj osnovi                                                   |
| Cisaprid (Propulsid)                                                  | 2000s       | Povučen zbog rizika od srčanih aritmija |
| Amineptin (Survektor)                                                 | 2000        | Povučen zbog hepatotoksičnosti, dermatoloških nuspojava, i potencijala za zloupotrebu kao droga                                                               |
| Fenilpropanolamin (Propagest, Deksatrim)                              | 2000        | Povučen zbog rizika od moždanog udara kod žena mlađih od 50 godina                                                                                            |
| Trovafloksacin (Trovan)                                               | 2001        | Povučen zbog rizika od hepatičkih poremećaja |
| Cerivastatin                                                          | 2001        | Povučen zbog rizika od rabdomiolize |
| Rapakuronijum (Raplon)                                                | 2001        | Povučen zbog rizika od fatalnih bronhospazama |
| Rofekoksib (Vioks)                                                    | 2004        | Povučen zbog rizika od miokardijalne infarkcije |
| Coproksamol (Distalgesik)                                             | 2004        | Povučen u UK-u zbog opasnosti od predoziranja |
| smeša soli amfetamina (Adderall XR)                                              | 2005        | Povučen u Kanadi zbog rizika od moždanog udara. |
| Hidromorfon                                                           | 2005        | Povučen zbog rizika od slučajnog predoziranja pri upotrebi sa alkoholom                                                                                       |
| Tioridazin (Meleril)                                                  | 2005        | Povučen u UK-u zbog kardiotoksičnosti |
| Pemolin (Cilert)                                                      | 2005        | Povučen u UK-u zbog hepatotoksičnosti |
| Natalizumab (Tisabri)                                                 | 2005–2006   | Dobrovoljno povučen u SAD-u zbog rizika od progresivne multifokalne leukoencefalopatije (PML). Vraćen na tržište jula 2006.                                   |
| Ksimelagatran (Eksanta)                                               | 2006        | Povučen zbog rizika od hepatotoksičnosti |
| Pergolid (Permaks)                                                    | 2007        | Dobrovoljno povučen u SAD-u zbog rizika od oštećenja srčanih zalizaka                                                                                         |
| Tegaserod (Zelnorm)                                                   | 2007        | Povučen zbog imbalansa kardiovaskularnih ishemijskih događaja                                                                                                 |
| Aprotinin (Trasilol)                                                  | 2007        | Povučen zbog rizika od komplikacija ili smrti |
| Inhalacioni insulin (Eksubera)                                        | 2007        | Povučen u UK-u zbog slabe prodaje uzrokovane restrikcijama u propisivanju                                                                                     |
| Lumirakoksib (Preksig)                                                | 2007–2008   | Povučen zbod ozbiljnih nuspojava, prvenstveno oštećenja jetre                                                                                                 |
| Rimonabant (Acomplia)                                                 | 2008        | Povučen zbog rizika od ozbiljne depresije i samoubistva |
| Efalizumab (Raptiva)                                                  | 2009        | Povučen zbog povećanog rizika od progresivne multifokalne leukoencefalopatije                                                                                 |
| Sibutramin (Reduktil/Meridija)                                        | 2010        | Povučen u Evropi, Australaziji, Kanadi, i SAD-u zbog povećanog kardiovaskularnog rizika                                                                       |
| Gemtuzumab ozogamicin (Milotarg)                                      | 2010        | Povučen u SAD-u zbog povećanog rizika od veno-okluzivne bolesti i jer su klinička ispitivanja pokazala da nije koristan u lečenju akutne mijeloidne leukemije |
| Propoksifen (Darvocet/Darvon)                                         | 2010        | Povučen zbog povećanog rizika od srčanog udara i moždanog udara.                                                                                              |
| Rosiglitazon (Avandia)                                                | 2010        | Povučen u Evropi zbog povećanog rizika od srčanog udara i smrti                                                                                               |
| Drotrekogin alfa (Ksigris)                                            | 2011        | Povučen nakon rezultata studije koji su pokazali nedostatak efikasnosti                                                                                       |

## Spoljašnje veze
- [http://www.fda.gov/downloads/AboutFDA/CentersOffices/CDER/WhatWeDo/UCM078935.pdf